# モンテレオーネ・サビーノ
モンテレオーネ・サビーノ（伊: Monteleone Sabino）は、イタリア共和国ラツィオ州リエーティ県にある、人口約1,200人の基礎自治体（コムーネ）。

## 地理

### 位置・広がり
リエーティ県のコムーネ。県都リエーティから南へ19kmの距離にある。

#### 隣接コムーネ
隣接するコムーネは以下の通り。
- フラッソ・サビーノ
- ポッジョ・モイアーノ
- ポッジョ・サン・ロレンツォ
- ロッカ・シニバルダ
- トッリチェッラ・イン・サビーナ

### 気候分類・地震分類
モンテレオーネ・サビーノにおけるイタリアの気候分類 (it) および度日は、zona E, 2187 GGである。
また、イタリアの地震リスク階級 (it) では、zona 2B (sismicità media) に分類される。

## 姉妹都市
- サンタ・ヴィットーリア・イン・マテナーノ、イタリア